# العيش والملح (فلم)
العيش والملح هو فيلم مصري أُنتج عام 1949، تأليف حسين فوزي وبديع خيري وإخراج حسين فوزي وبطولة نعيمة عاكف وسعد عبد الوهاب وحسن فايق.

## قصة الفيلم
في حارة العيش والملح يعيش صابر الحناوي (سعد عبد الوهاب) مقطوع من شجرة، ولكن أهل الحارة شحاته المكوجي (حسن فايق) وأبو العافية السمكري (مختار حسين) والحاج بهنسي (حسن كامل) صاحب مطعم الهنا وزوجته (سعاد أحمد) وحتى سكرة (وداد حمدي) ابنة أبي العافية يحبون صابر ويعاملونه كأهله، ويساعدونه ليحصل على دبلوم المحاسبة، وبعد أن نجح في الدبلوم ساهم الجميع في فتح مكتب محاسبة له بالحارة، وكان يقظ الضمير، ويتبع الحق، أما الوحيد الذي كان يكن له العداء فهو المعلم عقلة (عبد المنعم إسماعيل) صاحب محل العصير صباحاً والجرسون في كباريه الفن والجمال مساءً. بثينة تركت الحارة مع والدها طفلة فلما مات والدها عادت إليها كبيرة (نعيمة عاكف) واستقبلها أهل الحارة بترحاب وآواها الحاج بهنسي في منزله، وتعرفت على صابر ونشأ بين قلبيهما قصة حب. بهجت الأيوبي (عباس فارس) رجل ثري يصاحب الراقصة أحلام (لولا صدقي) نجمة كبارية الفن والجمال، والتي كانت تخدعه ورفيقها حازم (سعيد خليل) وكيل أعماله. طلب بهجت من الجرسون عقلة أن يحضر ثلاث جرسونات لحفل يقيمه بمنزله نظير أجر ثلاث جنيهات، فأحضر له بهنسي وشحاته وأبا العافية والذين صحبوا معهم بثينة التي تهوى الرقص والغناء، وأمدهم شحاته المكوجى بالملابس اللازمة للحفل. رقصت بثينة وغنت وتعرف عليها بهجت وأراد افتراسها، فأخبرته إنها متزوجة، فعرض عليها إلحاق زوجها بالعمل لديه بمرتب يعوضه عن خيانتها له، فأبلغته أن زوجها محاسب اسمه صابر، فطلبه وأبلغه تعيينه مديرا للحسابات بمرتب 50 جنيه وسيارة وشقة، غير المكافأت، فتشكك صابر في الأمر وظنه عمل غير مشروع ورفض، لكن بهجت أقنعه بالعمل لديه لإنه يريد ان يكشف ألاعيب موظفيه المتلاعبين بالحسابات، فقبل صابر العمل، واكتشف المختلسين والمستندات التي تدينهم. حان ميعاد وفاء بثينة بوعدها ودفع الثمن لبهجت بيه، ورفضت التفريط في شرفها، واصطحبت معها شحاته للحماية، وصارحت بهجت بالحقيقة وتعشمت في إنسانيته، وكان عشمها في محله، ولكن صابر هدد حازم بالمستندات، فما كان منه إلا أن أبلغه بعلاقة بثينة، التي يظن أنها زوجة صابر، ببهجت بيه، وأنها هي التي تدفع مرتبه من شرفها. أسرع صابر لمنزل بهجت ليشاهده مع بثينة فضربها وضربه فأصيب بهجت بإغماء، وهربت بثينة ومعها شحاته، ولكن وصل حازم ومعه أحلام وسرقوا خزينة بهجت، لتلتصق التهمة بصابر. أسرع صابر إلى الحارة وأبلغهم سقوط بثينة فطردوها من الحارة، فالتحقت بالعمل بكباريه الفن والجمال، بينما أسرع صابر لمنزل بهجت وأبلغه أنه لم يسرق خزانته، وأبلغه باختلاسات حازم وعلمت بثينة بمكان المسروقات بحجرة أحلام فأبلغت أهل الحارة عن طريق عقلة، الذين حضروا وساعدوا في القبض على أحلام وحازم وثبتت براءة بثينة التي تزوجت من صابر.

## فريق العمل
إخراج: حسين فوزي
تأليف:
- بديع خيري
- حسين فوزي

إنتاج: نحاس فيلم
بطولة:
- نعيمة عاكف
- سعد عبد الوهاب
- حسن فايق
- عباس فارس
- لولا صدقي
- سعيد خليل
- مختار حسين
- عبد المنعم إسماعيل
- حسن كامل
- سعاد أحمد
- وداد حمدي

## روابط خارجية
- مقالات تستعمل روابط فنية بلا صلة مع ويكي بيانات